# 拉玛坚

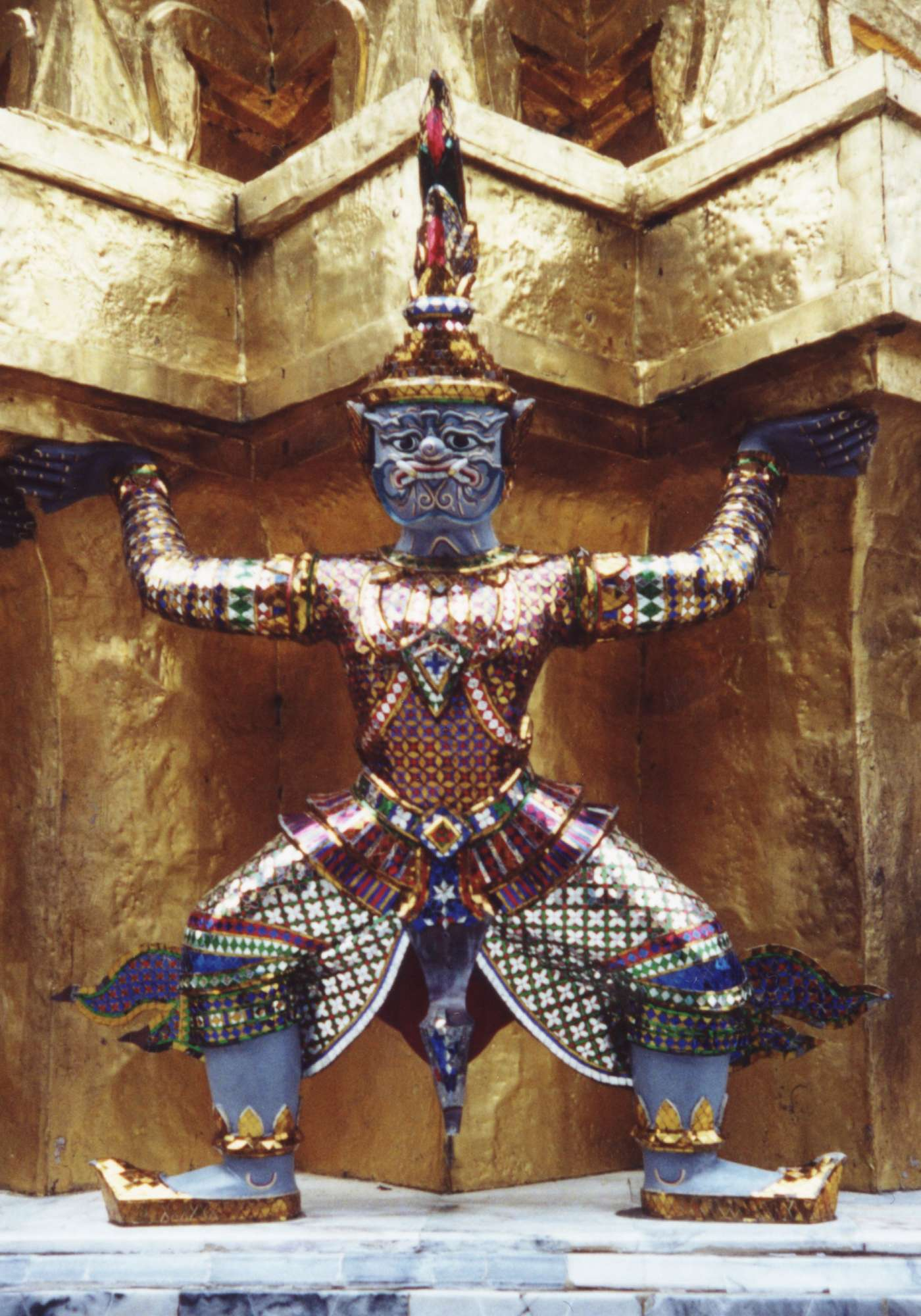
玉佛寺中的巨人雕像

《拉玛坚》是由印度史诗《罗摩衍那》派生出来的泰国史诗。大部分版本在1761年缅甸军队攻破大城时都已经丧失。目前只存有三种版本，其中一种是拉玛一世的钦定本，他的儿子拉玛二世将其中部分改写为泰国舞剧的剧本。这部史诗对泰国的文学、舞蹈都有很大的影响。
拉玛坚的主要故事情节还保留罗摩衍那的原作，但其中人物的服装、环境、武器和其他细节都已经变成泰国式的了。虽然泰国人基本信奉上座部佛教，但拉玛坚平衡了一般人心中保留的原始信仰，提供了人类起源的神话。在曼谷玉佛寺中还有许多关于拉玛坚的绘画和雕塑。

## 拉玛坚的起源
罗摩衍那写作于公元前3世纪左右，由印度商人和学者们将这个故事带到东南亚，大约在公元十世纪左右传入泰国，最早的关于罗摩衍那神话的记载见于13世纪的素可泰王国，由印度尼西亚传入的皮影戏演出。
18世纪时在大城王国出现了第一部泰国版的书籍，但随着大城的陷落，大部分版本消失了。
目前已存的最早的版本是暹逻国王拉玛一世的钦定本。拉玛一世在位期间建造了曼谷的大皇宫和玉佛寺。
拉玛二世将他父亲钦定的拉玛坚改编为泰国舞剧，演员身着装饰华丽的服装和面具表演，没有道白，旁边有人朗诵拉玛坚原文。他改编的剧本有一些变动，突出了神猴哈努曼，最终是大团圆结局。
从此拉玛坚成为泰国文化的重要部分，虽然不属于泰国主流的上座部佛教文化，但仍然是泰国文学的最重要文献，至今仍然在学校中教授和阅读。

## 拉玛坚内容
拉玛坚的内容基本和罗摩衍那一样，但其中场景改变为大城王国当时的情景，人物名称也都变成泰国式的了。主人公成为大城国王的太子。只有神猴哈努曼保留了原来的名字。